# III. Mieszko lengyel fejedelem

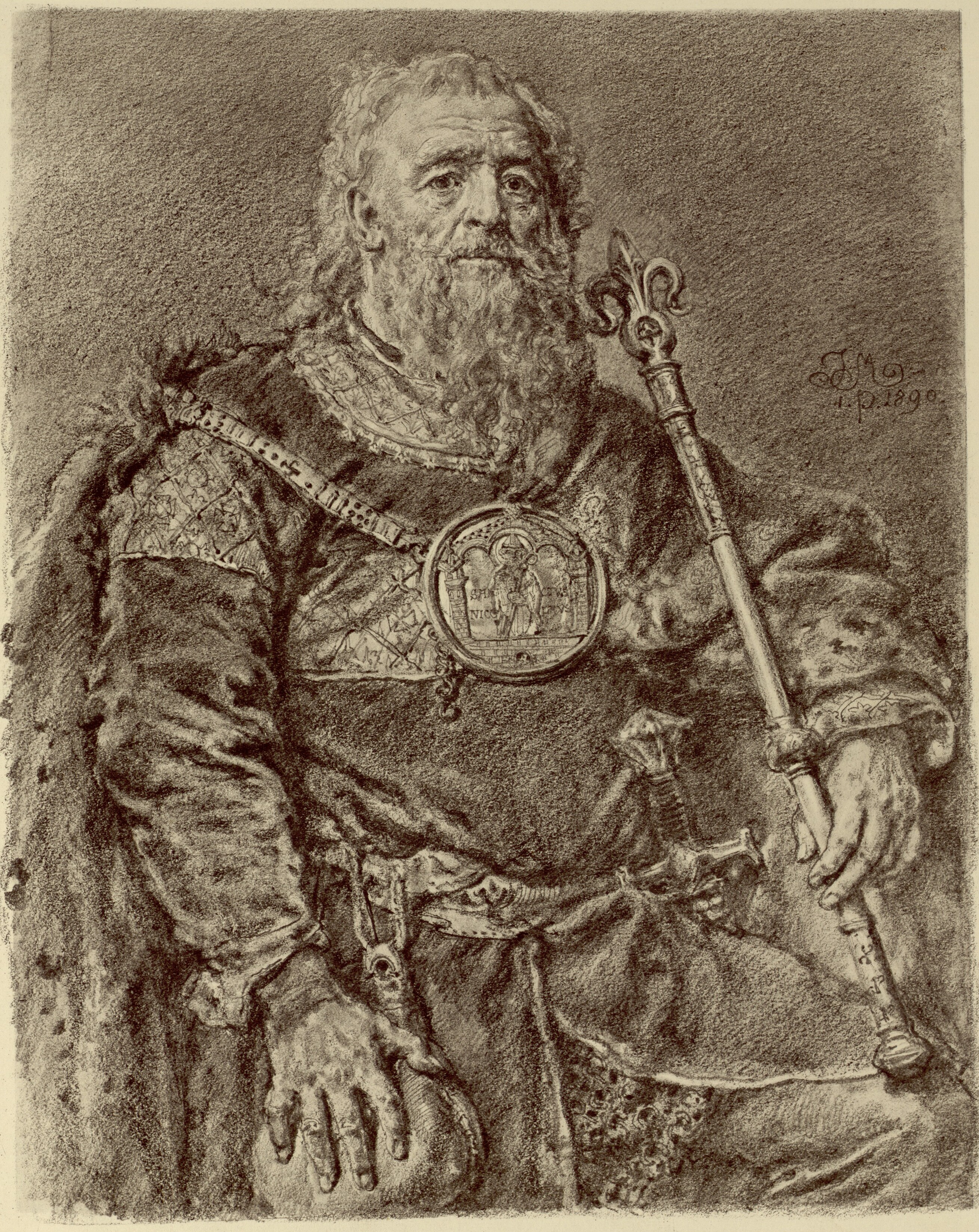
III. Mieszko – Jan Matejko rajza

III. Mieszko, más néven Öreg Mieszko (lengyelül: Mieszko III Stary), (1122–1125 között – 1202. március 13. vagy 14.)
Nagy-lengyelországi herceg 1138–1177-ig és 1182–1202 között, Lengyelország idősebb hercege 1173–1177 között, Lengyelország nagyhercege 1198–1199 és 1199-1202 között, keleti Nagy-Lengyelországban Gnieznóval 1173–1177 között, és 1182-1202 között, a kaliszi hercegségben 1173–1177, 1182–1191 és 1194–1202 között, déli Nagy-Lengyelországban 1138–1177 között, a gdański Pomeránia nagyhercege 1173–1177, 1198-1199 és 1199–1202 között, krakkói herceg 1173–1177, 1191-ben, 1198–1199 és 1199–1202 között, kujáviai herceg 1195–1198 között.

## Családfa
| 4. I. Ulászló Herman †1102. június 4. |  |                                                   |  |  |                                               |
|                                       |  | 2. Ferdeszájú Boleszláv †1138. október 28.        |  |  |                                               |
| 5. Přemysl Judit †1086 december 25.   |  |                                                   |  |  |                                               |
|                                       |  |                                                   |  |  | 1. III. Öreg Mieszko †1202 március 13. v. 14. |
| 6. Henrik von Berg-Schelklingen       |  |                                                   |  |  |                                               |
|                                       |  | 3. Salome von Berg-Schelklingen †1144. július 27. |  |  |                                               |
| 7. Mochentali Adelaida                |  |                                                   |  |  |                                               |
|                                       |  |                                                   |  |  |                                               |

## Élete

### Ifjúkora és házassága Magyarországi Erzsébettel
Öreg Mieszko Ferdeszájú Boleszláv hatodik fia volt, de második feleségétől, Salome von Bergtől negyedik. Nem tudni, pontosan mikor született, de születésének 1122 és 1125 közé kellett esnie, mivel apja 1138-as halálakor már nagykorúnak ismerték el ahhoz, hogy elfoglalhassa országrészének trónját. Továbbá Mieszko még apja életében vette feleségül a magyar Erzsébetet, aki lehet, hogy II. Béla magyar király, vagy apja Álmos, esetleg II. István lánya volt. Az esküvő valószínűleg 1136-ban volt az egy évvel korábban Merseburgban kötött megállapodás értelmében.

### Ferdeszájú Boleszláv halála. III. Mieszko Nagy-Lengyelország fejedelme
Ferdeszájú Boleszláv testamentumában III. Mieszko Nagy-Lengyelország nyugati részét kapta Poznań fővárossal. A másik őt érintő rendelkezés szerint alárendelték II. (Száműzött) Ulászlónak (1120/1121-1173), a dinasztia szeniorjának.

### Az első konfliktus Száműzött Ulászlóval
Az első komolyabb összetűzésre Ulászlóval 1140-1141 fordulóján került sor, amikor a juniorok, vagyis Göndörhajú Boleszláv és III. Mieszko édesanyjukkal összehívta a főurak gyűlését Łęczycára a szenior herceg tudomása nélkül, melyen elhatározták legfiatalabb húguk, Ágnes férjhezadását a kijevi fejedelem, Vszevolod Olegovics fiához. Csak Ulászló gyors beavatkozásának köszönhető, hogy sikerült elhárítani azt a veszélyt, amit a juniorok önálló politikája okozott, de a kijevi nagyherceg, akinek szabadságában állott választani az erős Ulászló és a Salome gyenge fiai között, természetesen az elsőt választotta. Már egy évvel később 1142 és 1143 fordulóján Ulászló orosz segítséggel megtorló intézkedéseket hozott a lázongó juniorok ellen.

### Salome halála. Folytatódik az összetűzés Ulászlóval
1144. július 27-én meghalt Mieszko és Boleszláv anyja, Salome őrgrófnő. Ekkor, mivel nem számított kifogásaikra, fegyverrel elfoglalta az özvegyi országrészt (vagyis a łęczycei földeket) és előkészületeket tett a juniorokkal való végső leszámolásra. A harc 1145-ben tört ki. Ekkor Ulászló annak ellenére, hogy orosz segítséget kapott, váratlanul vereséget szenvedett valahol a "lengyel földek közepén" (részletek: csata a Pilica mocsarában). Ezután egyezséget kötöttek, melynek értelmében a nem túl nagy katonai erővel rendelkező juniorok jelentős területeket adtak át a szeniornak. A béke mellett különösen erősen érvelt II. Ulászló palatinusa, az állam egyik leghatalmasabb személyisége, Piotr Włostowic. Ezért a túlságosan önálló politikájáért Piotr megvakíttatással, részleges vagyonelkobzással és az országból való száműzetéssel fizetett. Ez a tett azonban Ulászló számára is negatívumokkal járt – azt eredményezte, hogy a főurak egy része elpártolt tőle.

### Ulászló száműzése – az új szeniorGöndörhajú Boleszláv
Az újabb háború 1146 elején tört ki. Ez alkalommal Ulászló nem számíthatott orosz szövetségesére, mivel az saját bajával volt elfoglalva (ráadásul Ulászló csapatainak egy részét fia, Magas Boleszláv vezetésével Vszevolod segítségére Kijevbe küldte). A szenior mégis biztos volt győzelmében és kezdetben úgy látszott, hogy törekvését siker kíséri, mivel Boleszláv és Mieszko félve a nyílt összecsapástól bezárkózott a megerősített Poznańba, melyet Ulászló azonnal megostromolt. Itt azonban váratlanul megfordult a szerencse, és a szenior vereséget szenvedett. Ulászló vereségének oka az egyházi kiátkozás volt, melyet a gnieznoi érsek, Żnini Jakab mondott ki rá, valamint az, hogy az egyeduralmat ellenző főurak sikeres felmentő akciót szerveztek. Ferdeszájú Boleszláv legidősebb fiának veresége teljes volt – még 1146 májusa előtt egész Lengyelország a juniorok kezére került, Ulászlót pedig német emigrációba kényszerítették: III. Konrád római király udvarába menekült.
Az ország új urai, Göndörhajú Boleszláv és III. Mieszko új rendet vezetett be az országban. Az új szenior Boleszláv lett, aki Ulászló országrészét, Sziléziát is elfoglalta. Mieszko az új realitásokat felismerve megelégedett bátyja közvetlen munkatársának szerepével. Saját országrészét, Sandomierzt öccse, Henrik foglalta el.

### III. Konrád sikertelen hadjárata Ulászló megsegítésére
1146 augusztusában Lengyelország ellen vezetett hadjáratot III. Konrád, aki vissza akarta segíteni a trónra Ulászlót. Ez a vállalkozás vereséggel zárult amiatt, hogy az Odera megáradt és a német hűbéreseknek nem akaródzott háborúzni. Végül egyezményt kötöttek a felek, melynek értelmében III. Konrád elismerte uralkodónak Boleszlávot annak fejében hogy Boleszláv hűbéresküt tett és sarcot fizetett. A juniorok és Ulászló viszályának megoldását későbbre halasztották, a németországi találkozóra, melyre Boleszláv és Mieszko kötelezettséget vállalt. A megállapodás szerinti tanácskozásra nem került sor, mivel III. Konrád a keresztes hadjárat előkészületeivel volt elfoglalva.

### Boleszláv és Mieszko hatalmának nemzetközi elismerése
Eközben a lengyel hercegek sem ültek tétlenül. 1147 májusában kérelemmel fordultak III. Jenő pápához hogy erősítse meg a trzemesznoi kolostor számára tett adományokat, ami egyértelmű elismerése volt uralmuknak.
1147-ben egyidejűleg III. Konrád hadjáratával a szentföldre, III. Mieszko a nagy-lengyelországi lovagok élén részt vett a vendek elleni keresztes hadjáratban, melyet Medve Albert, Nordmark őrgrófja szervezett Konrád, meißeni őrgróffal együtt. Ez alatt a hadjárat alatt Mieszko igyekezett megvédeni a Spree folyóhoz fűződő lengyel érdekeket támogatva politikailag és katonailag egyes szláv nemzetségfőket. Ezek a tettek nyugtalanították Medve Albertet, aki 1148 elején Kruszwicába ment abból a célból, hogy egy megállapodást dolgozzanak ki, melynek azonban a szövegét nem ismerjük. Annyi azonban tudott, hogy házassági szerződést kötött Boleszláv és Mieszko nővére Judit Ottóval, Brandenburg első őrgrófjával, Albert fiával.

### III. Mieszko házasságkötése Kijevi Eudokszijával
III. Mieszko első felesége, Magyar Erzsébet 1150 és 1154 között meghalt. Ekkor a nagy-lengyelországi herceg elhatározta, hogy másodszor is megházasodik Eudokszijával, Izaszlav kijevi nagyherceg lányával, ennek a házasságnak védelmet kellett volna biztosítania a kétfrontos háború ellen egy állandóan fenyegető német beavatkozás esetére.

### Barbarossa Frigyes hadjárata Lengyelország ellen.
Barbarossa Frigyes német-római császár hadjáratára 1157-ben került sor. Ismeretlen okoknál fogva Boleszláv és Mieszko nem kísérleteztek a hagyományos védelmi vonallal az Odera folyón – felégették az ottani várakat Głogówban és Bytomban és megkezdték a visszavonulást Nagy-Lengyelország belseje felé. Krzyszkowonál a császári táborban Boleszláv hűbéresküt tett, és nyakába kötött karddal kérte Frigyes bocsánatát. A lengyel uralkodók a császárnak hatalmas hadisarcot fizettek és megígérték, hogy erősítést küldenek az olaszországi hadjáratra, valamint hogy karácsonykor megjelennek Magdeburgban, ahol a végső vita lesz a száműzött uralkodóval, Ulászlóval. Az egyezmény hiteléül a juniorok túszokat küldtek Németországba a kiskorú II. Igazságos Kázmérral az élen. Csak a császár elkötelezettsége az itáliai ügyekben és II. Ulászló halála 1159 májusában tette lehetővé, hogy a juniorok nem voltak kénytelenek a számukra veszélyt jelentő krzyszkowoi egyezményt végrehajtani. (Ulászló halálával 1163-ban visszatérhettek fiai – Magas Boleszláv és Görbelábú Mieszko).

### Sandomierzi Henrik halála. Majdnem lázadás tör ki Boleszláv ellen.
1166 októberében a poroszok elleni hadjáratban elesett Henrik sandomierzi herceg, aki végrendeletében átadta országrészét legfiatalabb öccsének, Igazságos Kázmérnak, aki addig nem rendelkezett saját országrésszel. Göndörhajú Boleszláv a végrendelet ellenére azonban magánál tartotta a hercegséget abból az alapállásból kiindulva, hogy Sandomierz a szenior országrészéből lett kihasítva. Ez a döntése nyugtalanságot váltott ki az országban és Igazságos Kázmér lázadását, akit III. Mieszko és a kis-lengyelországi főurak, Miechowi Jaksa és Świętosław, Piotr Włostowic fia, valamint a gnieznoi érsek, Jan és a krakkói püspök, Gedko is támogattak. A pártütők 1168 februárjában tanácskozást hivtak össze Jędrzejówba, melyen III. Mieszkót választották az új főhercegnek, míg a sandomierzi hercegséget Kázmérnak ajánlották fel. Háború mégsem tört ki, mivel IV. Göndörhajú Boleszláv beleegyezett a pártütők követeléseinek egy részébe – három részre osztotta fel Henrik örökségét: Wiślicát kapta Kázmér, Sandomierzt Boleszláv és a harmadik nem ismert területet pedig III. Mieszko.

### Szilézia helyzete. Hadisarc Barbarossa Frigyesnek
1172-ben Sziléziában zavaros események történtek. A zendülés következtében, melyet Magas Boleszláv ellen bátyja Mieszko és fia Opolei Jarosław robbantott ki, a wrocławi herceg száműzetésbe kényszerült Németországba. Hogy elejét vegye a császár beavatkozásának, III. Mieszko Magdeburgba ment 8000 grzywnia sarccal és azzal az ígérettel, hogy Boleszláv visszatérhet trónjára. Ebben az esetben a feltételek teljesültek. Boleszláv visszatért a hatalomba Wrocławban, azonban bele kellett egyeznie abba, hogy öccse és fia számára saját országrészt hasít ki.

### IV. Göndörhajú Boleszláv halála. Öreg Mieszko az új szenior herceg
1173. február 5-én meghalt Göndörhajú Boleszláv és Mieszko szenior herceg lett. III. Mieszko uralmát az összes lengyel herceg elismerte, így az új főherceg ettől a perctől egész Lengyelország hercegének (latinul dux totius Poloniae) nevezte magát. A Mennicában zsidó mesteremberek által vert érméken megjelenik a királyi cím is (ezt a történészek nem egységesen datálják 1173-1202 közé. Politikájának fő célja, hogy a lehető legnagyobb hatalmat tartsa a szenior herceg a kezében és újra centralizálja az országot. A főurak véleménye szerint szigorúan őrködött az uralkodó monopóliumai felett. Mieszko kormányzási központja annak ellenére, hogy elfoglalta a krakkói trónt, Nagy-Lengyelországban maradt, Kis-Lengyelországot kinevezett helyettessel kormányozta. Ez a helyettes Henryk Kietlicz lett.
A külpolitikában sikereket ért el lánya házassága révén. A dinasztikus politika kiterjedt alkalmazásával felújította többek között Lengyelország fennhatóságát Nyugat-Pomeránia felett.

### Országos felkelés III. Mieszko uralkodásával szemben. II. Igazságos Kázmér az új krakkói herceg
A hercegi jogok teljes kihasználása a kis-lengyelországi főurak lázadásához vezetett, amit a krakkói püspök Gedko, I. Magas Boleszláv és Poznani Odon, III. Mieszko legidősebb fia is támogatott. Mieszko fia pártütésének oka az volt, hogy apja előnyben részesítette második házasságából született gyermekeit, valamint az, hogy kísérletet tett arra, hogy Odont papi pályára terelje.
A pártütés teljesen meglepte III. Mieszkot, mivel 1177 húsvétján még semmi nem utalt viszályra, annál is inkább, mivel a főherceg által Gnieznóba összehívott főúri és hercegi tanácskozáson igen sokan jelentek meg. Kis-Lengyelország csaknem ellenállás nélkül adta meg magát a lázadóknak, mivel az ő oldalukra állt át III. Mieszko legfontosabb embere Henryk Ketlicz is. Egyúttal Kázmér kis-lengyelországi akciójához csatlakozott Sziléziában Magas Boleszláv, Nagy-Lengyelországban pedig Odon. Itt komoly helyzet alakult ki, mivel Sziléziában a wrocławi herceget Görbelábú Mieszko és Opolei Jaroszláv ismét eltávolította országrészéből. Ezzel Boleszláv utolsó esélye is semmivé lett, hogy megszerezze a szeniorátust és eljusson Krakkóba II. Kázmér segítségét kérni. Nagy-Lengyelországban a harcok ugyancsak elhúzódtak valószínűleg 1179-ig, amikor is nem látszott több lehetőség az ellenállás folytatására, III. Mieszko visszavonult ellenfele elől Racibórzba. Nem sokkal később a lázadók katonai túlereje hatására Görbelábú Mieszko is elhagyta Öreg Mieszkót, megelégedve a Kis-Lengyelországból kihasított Oświęcimmel, Bytommal és Siewierzzsel.

### Emigráció. Visszatérés Lengyelországba és kibékülés Mieszkóval és Odonnal
1179-ben politikai emigrációba kényszerítették. Először Csehországba ment, ott azonban veje, II. Szobieszláv cseh herceg megtagadta a segítséget, majd Németországba ment, ahol Mieszko számított Barbarossa Frigyesre, akinek a trónjára visszasegítése fejében 10 000 grzywnia fizetséget is ígért eredménytelenül, végül Nyugati Pomerániába utazott, ahol végül veje Boguszláv herceg megsegítette. Pomerániából Mieszko felvette a kapcsolatot lengyelországi támogatóival, akik a gnieznoi érsek, I. Zdisław köré csoportosultak, és 1181-ben sikerült segítségükkel visszafoglalni Nagy-Lengyelország keleti részét Gnieznóval és Kaliszsal, mely terület addig a szenior országrészéhez tartozott. Ugyanekkor Mieszkonak sikerült Nagy-Lengyelország nyugati részét is visszaszerezni. Odon fiánál csak az országrész Odera körüli déli részei maradtak. 1182-ben formálisan is egyesítették az apai és fiúi részeket. Ezen események alatt II. Kázmér ismeretlen okból teljes passzivitást tanusított, semmit sem tett az ellen, hogy Mieszko visszaszerezze Nagy-Lengyelországot.

### Mieszko kísérlete a hatalom visszaszerzésére. Kujávia meghódítása
1184-ben Mieszko igyekezett felkelteni VI. Henrik német-római császár érdeklődését sorsa iránt jelentős pénzösszeg felajánlásával. Ezt a törekvést védte ki Kázmér azzal, hogy a nagy-lengyelországi herceg által felajánlott összegnél nagyobbat fizetett Henriknek. A kis-lengyelországi kudarcot III. Mieszko Mazóviában próbálta ellensúlyozni Göndörhajú Boleszláv betegeskedő fia, Leszek által. Sikerült ugyanis meggyőznie a mazóviai herceget arról, hogy végrendeletében nevezze meg Mieszko fiát, Ifjabb Mieszkot utódjául. Csak Ifjabb Mieszko tehetségtelen kormányzása és túlságosan önkényeskedő fellépése következményeképpen változtatta meg 1185-ben, egy évvel halála előtt végrendeletét és utódjának Igazságos Kázmért nevezte meg. Öreg Mieszko nem akart kibékülni ezzel a döntéssel és Leszek 1186-ban bekövetkezett halála után országrészének egy részét elfoglalta Kujáviával és ezt a területet fia, Boleszláv örökségeként jelölte meg. (Egyes történészek szerint Mieszko Kujáviát csak Kázmér 1194-es halála után szállta meg.

### Öreg Mieszko sikertelen hadjárata Krakkó ellen
1191-ben Igazságos Kázmér külpolitikája a kis-lengyelországi főnemesség elégedetlenségét váltotta ki, akiket Henryk Ketlicz vezetett. A kis-lengyelországi ellenzék segítségével Mieszko elfoglalta Krakkót és a hatalmat egyik fiának, Ifjabb Mieszkonak vagy Boleszlávnak adta át. Kázmér azonban gyorsan visszafoglalta országrészét és Mieszko fiát visszaküldte apjához. A krakkói vállalkozás után III. Mieszko elkülönített fia, Mieszko számára a kaliszi országrészt.

### Nagy-Lengyelország újra felosztása, Ifjabb Mieszko és Odon halála
1193. augusztus 2-án meghalt Öreg Mieszko fia, Ifjabb Mieszko. Országrészét ekkor a nagy-lengyelországi herceg legidősebb fiának, Odonnak adta át. Ez a helyzet 1194. április 20-ig állt fenn, amikor is Odon is meghalt. Ekkor Nagy-Lengyelországot újra felosztotta: Kaliszt Mieszko magának tartotta meg, Nagy-Lengyelország déli részét legfiatalabb fiának, Hosszúlábú Ulászlónak adta, aki gondnokságot gyakorolt Odon kiskorú fia, Ulászló felett.

### II. Igazságos Kázmér halála. Újabb szemrehányások Krakkó felé. Véres csata a Mozgawánál és Boleszláv halála
1194. május 5-én meghalt Igazságos Kázmér, így feléledt Mieszko reménye arra, hogy visszakapja Kis-Lengyelországot. Sajnos ez alkalommal a hercegi özvegy, Znojmói Helena, a krakkói vajda, Mikołaj és Pełka püspök köré csoportosuló kis-lengyelországi főurak Kázmér kiskorú fiait, Leszeket és Mazóviai Konrádot akarták a trónra ültetni, mint az önkényeskedő lendületéről ismert Mieszkot. A vita fegyveres kiszélesítésének kísérlete a véres mozgawai csatába torkollott 1195. szeptember 13-án, melyben elesett Boleszláv és maga Mieszko is megsebesült.
A csata után Mieszko visszavonult Kaliszba nem várva meg a Hosszúlábú Miszko és Opolei Jaroszláv vezetése alatt készülődő segítséget Sziléziából, mellyel tovább szélesíthette volna a konfliktust. Az ugyancsak elkésett Goworek sandomierzi vajda csapatai feleslegesen csaptak össze a sziléziai egységekkel a csata után.

### Mieszko párbeszéde Helena Znojemskával. A krakkói hatalom megszerzése annak árán, hogy fiának átadja
A mozgawai csata meggyőzte Mieszkot arról, hogy a trón megszerzésének fegyveres útja kivételesen nehéz lesz, és ezért tárgyalásokat kezdett Kázmér özvegyével, Znojmo-i Helenával. 1198-ban az özvegy nehéz helyzete (mely a főurak egyre erősödő nyomása miatt alakult ki) lehetővé tette, hogy megszerezze Kis-Lengyelországot Kujávia ellenében. 1199-ben a krakkói vajda, Mikołaj Pełka püspökkel először eltávolította Mieszkot a trónról, de még ugyanabban az évben egyezségre jutottak. Mieszko megtartotta a hercegi címet, de le kellett mondania utódai javára.

### Együttműködés az egyházzal
Uralkodása idején Mieszko jó kapcsolatokat ápolt az egyházzal. Valószínűleg 1150 körül Kaliszban Szent Pálról elnevezett társaskáptalant, Poznańban kórházat (1170 körül, ez volt a legkorábbi kórház Lengyelországban) valamint Lądban cisztercita kolostort alapított (1175). Különleges gondoskodásban részesítette a bencés kolostort Lubinban. Lehetséges, hogy ő készíttette a híres gnieznoi kapukat is Wojciech Sławnikowic életét ábrázoló képekkel. A lengyel feudális széttagoltság utolsó uralkodója volt, akinek uralmát az ország egésze fölött nem vitatták.

### III. Mieszko halála és utódlása
III. Öreg Mieszko 1202. március 13-án vagy 14-én halt meg, és Kaliszban temették el a Szent Pál-társaskáptalan templomában, ahol már fia, Ifjabb Mieszko hamvai voltak. Az uralmat országrésze felett egyetlen életben maradt fia, Hosszúlábú Ulászló vette át.

## Családja
III. Mieszko kétszer nősült.
Első feleségétől, Magyarországi Erzsébettől két fia született:
- Poznańi Odon (sz.: 1141 és 1149 között, meghalt 1194. április 20-án,
- Stefan (sz.: 1150 körül, meghalt 1168 és 1177 között

és három lánya:
- Wierzchosława Ludmiła Wielkopolska, Lotaringiai I. Frigyes herceg (Bitsch grófjának) felesége sz.: 1152 előtt, meghalt 1223-ban,
- Judit, III. Bernard anhalti gróf, szász herceg felesége, sz.: 1154 előtt, meghalt 1201. december 12-én,
- Erzsébet II. Sobiesław olmützi és csehországi herceg felesége, halála után Konrád alsó-lausitzi őrgróf felesége, sz.: 1154 előtt, meghalt 1209. április 2-án.

A Rurik dinasztiából származó Eudokszijával kötött második házasságából három fia született:
- Boleszláv, sz.: 1159, meghalt 1195. szeptember 13-án,
- Ifjabb Mieszko, sz.: 1160 és 1165 között, meghalt 1231. november 3-án,
- II. Hosszúlábú Ulászló, sz.: 1161 és 1166 között, meghalt 1231. november 3-án,

valamint két lánya:
- Salome, II. Ratibor nyugat-pomerániai herceg felesége, sz.: 1162 és 1164 között, meghalt 1183. május 31-én,
- Anasztázia, II. Boguszláv nyugat-pomerániai herceg felesége, sz.: 1170 előtt, meghalt 1240. május 31.